# BB U OK?
BB U OK? è il secondo album in studio del disc jockey olandese San Holo, pubblicato nel 2021.

## Tracce
1. I Am Thinking of You – 1:30
2. It Hurts! – 3:48
3. New One (featuring Bipolar Sunshine) – 3:39
4. BB U OK? – 3:22
5. Black and White – 4:01
6. I Just Wanna Fucking Cry (featuring The Nicholas) – 2:54
7. Heal (↑%) – 3:42
8. Lonely in LA – 2:58
9. The Great Clown Pagliacci – 1:28
10. I Get Lonely Around People, Too – 5:37
11. Thoughts and Chemicals (featuring American Football) – 4:24
12. My Fault – 5:22
13. Make This Moment Last – 3:16
14. Find Your Way (featuring Bipolar Sunshine) – 3:45
15. Do You See Me? – 3:26
16. Feels Right – 4:18
17. Ewing Street – 2:18
18. Wheels Up (featuring Weezer) – 3:17
19. You've Changed, I've Changed (featuring Chet Porter) – 5:12
20. One More Day (featuring Mija and Mr. Carmack) – 4:39